# Loures
Loures es una localidad del área metropolitana de Lisboa, que fue uno de los aledaños más elegantes a la capital portuguesa. 

## Historia
En 1599, cuando la capital fue arrasada por la peste, muchas de las familias pudientes se refugiaron en esta zona, de aires más sanos. Se instaló allí, en Mealhada, la ermita de Nuestra Señora de la Salud, donde se albergó a la imagen de la virgen María que se trajo de la capital.

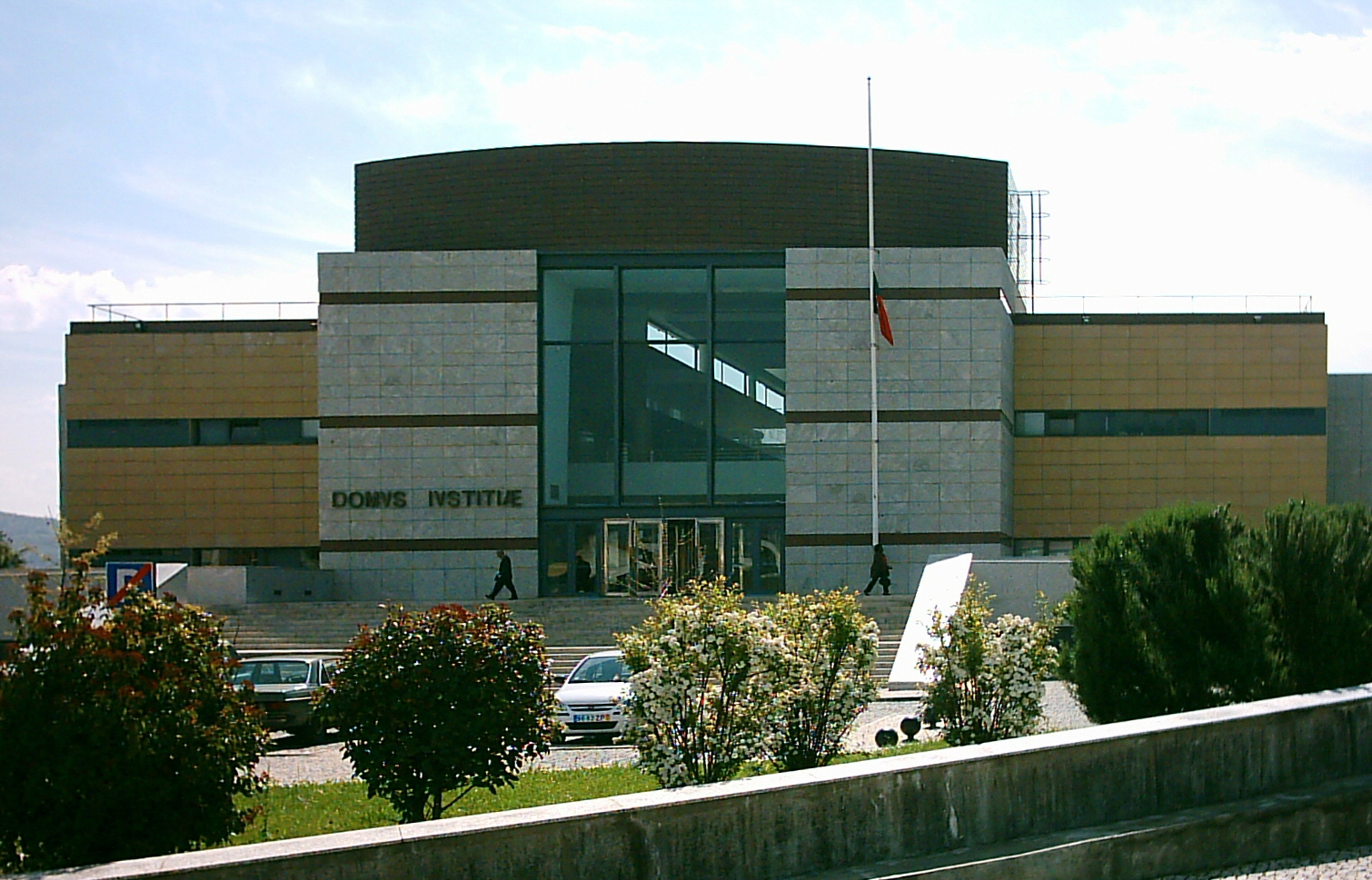
Palacio de Justicia de Loures.

En 1910 fue escenario de la primera proclamación republicana de Portugal, el día 4 de octubre. Uno de sus más importantes rasgos arquitectónicos es el Palacio del Correo-Mor, mandado construir por un alto funcionario de la administración en tiempos de Felipe II.

## Geografía
El distrito está compuesto por dos ciudades: Loures (creada a 9 de agosto de 1990) y Sacavém (creada a 4 de junio de 1997) y siete pueblos: Bobadela,Bucelas, Moscavide, Camarate, Santa Iria de Azóia y Santo António dos Cavaleiro. La ciudad está dividida en tres grandes áreas: el norte rural (Lousa, Fanhões, Bucelas, Santo Antão do Tojal e São Julião do Tojal), el sur urbano (Frielas, Loures e Santo António dos Cavaleiros); e industrializados del este (Apelação, Bobadela, Camarate Moscavide, Portela, Prior Velho, Sacavém, Santa Iria de Azóia, São João da Talha y Unhos).

### Freguesias
Las freguesias de Loures son las siguientes:
- Bucelas
- Camarate, Unhos e Apelação
- Fanhões
- Loures
- Lousa
- Moscavide e Portela
- Sacavém e Prior Velho
- Santa Iria de Azoia, São João da Talha e Bobadela
- Santo Antão e São Julião do Tojal
- Santo António dos Cavaleiros e Frielas

## Demografía
| Gráfica de evolución demográfica de Loures entre 1864 y 2021 |
|                                                              |
| Datos según el nomenclátor publicado por el INE portugués.   |

## Cultura

### Fiestas
Loures celebra su día de fiesta municipal el 26 de julio, en la celebración del día en que el condado fue establecido. En 1910 fue escenario de la primera proclamación republicana de Portugal, el día 4 de octubre. 

## Hermanamientos
- Matola, Mozambique